# Moritz Thamm Marschall von Bieberstein
Moritz Damian (Thamm) Marschall von Bieberstein (* 11. März 1645; † 22. Januar 1702 in Dresden) war ein deutscher Adliger und sächsischer Geheimer Rat.

## Leben und Werk
Moritz Thamm Marschall von Bieberstein wurde als jüngster von elf Söhnen des Alexander Marschall von Bieberstein und seiner Frau Johanna Barbara, geb. von Milckau auf dem väterlichen Gut Hermsdorf bei Döbeln geboren, wo er seine Kindheit verbrachte. Mit elf Jahren gaben ihn seine Eltern in die Obhut des ältesten Bruders Georg Job Marschall von Bieberstein nach Zerbst, wo er auf dem dortigen Gymnasium eingeschult wurde. Nach Beendigung der Schule diente er kurze Zeit als Page am anhaltinischen Hof zu Dessau, bis er 1660 in kurfürstlich sächsische Dienst in Halle trat, zunächst als Kammer- und ab 1662 als Leibpage des Herzogs August I. von Sachsen-Weißenfels.
In dieser Zeit setzte er seine Ausbildung unter Aufsicht des dortigen Hofmeisters David Elias Heidenreich fort. 1666 erfolgte die Ernennung zum Kammerjunker. Im selben Jahr begleitete er die Herzöge Johann Adolph und August von Sachsen auf ihrer Reise nach Wien und Ungarn. 1668  wurde er als herzoglicher Oberkämmerer bestallt. Im selben Jahr erbte er das väterliche Gut Hermsdorf bei Döbeln, das er grundlegend sanierte, wo er sich jedoch, beruflich bedingt, nur zeitweise aufhielt. 1670 wurde er zum herzoglichen Stallmeister und 1674 zum Oberhauptmann des Fürstentums Sachsen-Querfurt ernannt. Am 19. Januar 1677 starb seine Ehefrau kurz nach der Geburt des jüngsten Sohnes.
Im folgenden Jahr erhielt Moritz Damian Marschall von Bieberstein die herzogliche Genehmigung, eine ausgedehnte Reise mit Ziel Niederlande, Frankreich und Italien zu unternehmen, musste diese jedoch 1679 unterbrechen, um seine neuen Ämter als herzoglicher Obersteuereinnehmer und Oberhauptmann von Thüringen anzutreten. 1682 quittierte er die herzoglichen Dienste aus gesundheitlichen Gründen, trat jedoch zu einem späteren Zeitpunkt wieder in den sächsischen Staatsdienst ein und wurde 1698 zum kurfürstlich sächsischen Geheimen Rat ernannt.
Unter dem Gesellschaftsnamen Der Wertbefundene wurde er als Mitglied in die Fruchtbringende Gesellschaft aufgenommen.
Am 22. Januar 1702 verstarb Moritz Damian Marschall von Bieberstein in Dresden und wurde kurz darauf in der Nikolaikirche in Döbeln beigesetzt.

## Familie
Marschall von Bieberstein heiratete 1668 Magdalene Sibylle von Bünau († 19. Januar 1677) in Halle. Aus der Ehe sind vier Söhne und zwei Töchter hervorgegangen, darunter:
- Johann August  (1670–1736), preußischer Gesandter ⚭ Maria Catharina von Schlieben (* 1698; † 14. Januar 1738)
- Auguste Marie (* 18. April 1669) ⚭ Adam Friedrich von Schönberg-Wingendorf (* 6. Mai 1654; † 6. März 1707), Geheimer Rat
- Magdalena Sibylla (1673–1732) ⚭ Curt Heinrich von Einsiedel (1662–1712), kurfürstlich-sächsischer Geheimer Rat[1]
- Moritz Tham, brittischer Geheimer Rat
- Alexander Günther (1677–1701), sächsischer Rittmeister

Seine zweite Ehe schloss Marschall von Bieberstein am 28. November 1681 in Dresden mit Johanna Magdalena von Ende. Die Ehe blieb kinderlos.